# خارطوم (ایالت)
یکی از ۱۵ ایالت کشور سودان است.
مرکز آن شهر خرطوم است.
مساحت آن ۲۲٬۱۲۲ کیلومتر مربع و جمعیتی در حدود ۴٬۷۰۰٬۰۰۰ (برآورد سال ۲۰۰۰) دارد.
شهر خرطوم پایتخت کشور سودان است.
|  |  |  |